# Atherinopsidae

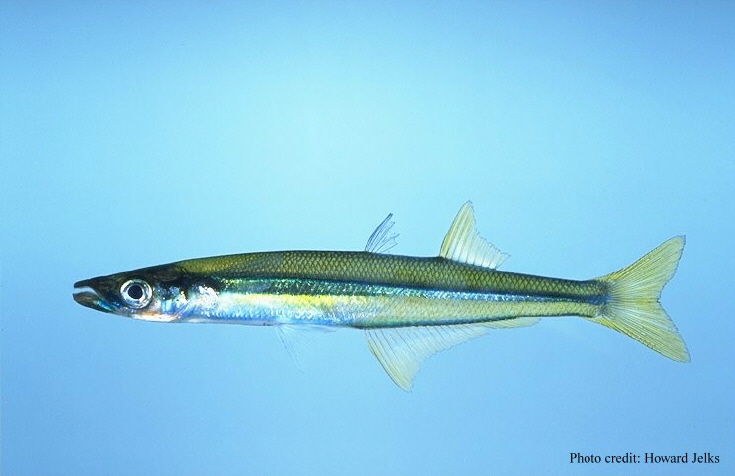
Labidesthes sicculus.

Atherinopsidae é um família de peixes pertencente à ordem Atheriniformes. A base de dados Catalogue of Life lista 109 espécies, agrupadas em 13 géneros, como integrantes deste taxon.. A família tem distribuição natural na região biogeográfica neotropical, ocorrendo nas águas tropicais e temperadas do Novo Mundo, incluindo tanto habitats marinhos como de água doce e água salobra.

## Descrição
A família Atherinopsidae agrupa um conjunto alargado de espécies de peixes pertencentes à ordem dos Atheriniformes com distribuição natural nas águas tropicais e temperadas do Novo Mundo, tanto em habitats marinhos como de água doce. A esta família pertencem espécies muito conhecidas, como o peixe-rei-argentino (Odontesthes bonariensis) e o peixe-rei-chileno (O. regia) e as espécies costeiras Menidia menidia, Leuresthes tenuis e Leuresthes sardina.
Os peixes pertencentes a esta família diferenciam-se dos restantes da ordem Atheriniformes por apresentarem as seguintes características: duas barbatanas dorsais amplamente separadas, a primeira com espinhas flexíveis e a segunda com uma espinha seguida de raios flexíveis, semelhante à barbatana anal; e barbatanas peitorais situadas numa posição alta em relação ao perfil corporal. Apresentam boca pequena situada no extremo do focinho, com a mandíbula superior com ou sem protusão, duas linhas laterais divididas, a superior estendendo-se pelo dorso e terminando antes da barbatana anal para continuar uma inferior que se estende até ao pedúnculo caudal. O comprimento máximo descrito é para uma espécie é 52 cm para Odontesthes bonariensis e o mais pequeno, com apenas 4 cm, para Menidia colei.
A maior parte das espécies integradas nesta família alimenta-se de zooplâncton, insectos, pequenos peixes e, ocasionalmente, de caracóis.

## Taxonomia
Na sua actual configuração, a família Atherinopsidae inclui 13 géneros, agrupados em duas subfamílias, e 109 espécies validamente descritas:
- Subfamília Atherinopsinae:
  - Atherinops (Steindachner, 1876)
  - Atherinopsis (Girard, 1854)
  - Basilichthys (Girard, 1855)
  - Colpichthys (Hubbs, 1918)
  - Leuresthes (Jordan y Gilbert, 1880)
  - Odontesthes (Evermann y Kendall, 1906)

- Subfamília Menidiinae:
  - Atherinella (Steindachner, 1875)
  - Chirostoma (Swainson, 1839)
  - Labidesthes (Cope, 1870)
  - Melanorhinus (Metzelaar, 1919)
  - Membras (Bonaparte, 1836)
  - Menidia (Bonaparte, 1836)
  - Poblana (de Buen, 1945)

A informação constante da base de dados taxonómicos Catalogue of Life permite elaborar o seguinte cladograma:
| Atherinopsidae | \| \| Atherinella \| \| \| \| \| \| Atherinops \| \| \| \| \| \| Atherinopsis \| \| \| \| \| \| Basilichthys \| \| \| \| \| \| Chirostoma \| \| \| \| \| \| Colpichthys \| \| \| \| \| \| Labidesthes \| \| \| \| \| \| Leuresthes \| \| \| \| \| \| Melanorhinus \| \| \| \| \| \| Membras \| \| \| \| \| \| Menidia \| \| \| \| \| \| Odontesthes \| \| \| \| \| \| Poblana \| \| \| \| |
|                | \| \| Atherinella \| \| \| \| \| \| Atherinops \| \| \| \| \| \| Atherinopsis \| \| \| \| \| \| Basilichthys \| \| \| \| \| \| Chirostoma \| \| \| \| \| \| Colpichthys \| \| \| \| \| \| Labidesthes \| \| \| \| \| \| Leuresthes \| \| \| \| \| \| Melanorhinus \| \| \| \| \| \| Membras \| \| \| \| \| \| Menidia \| \| \| \| \| \| Odontesthes \| \| \| \| \| \| Poblana \| \| \| \| |
|                | Atherinidae |
|                | |
|                | Bedotiidae |
|                | |
|                | Dentatherinidae |
|                | |
|                | Melanotaeniidae |
|                | |
|                | Notocheiridae |
|                | |
|                | Phallostethidae |
|                | |
|                | Pseudomugilidae |
|                | |
|                | Telmatherinidae |
|                | |
|                | Atherinella |
|                | |
|                | Atherinops |
|                | |
|                | Atherinopsis |
|                | |
|                | Basilichthys |
|                | |
|                | Chirostoma |
|                | |
|                | Colpichthys |
|                | |
|                | Labidesthes |
|                | |
|                | Leuresthes |
|                | |
|                | Melanorhinus |
|                | |
|                | Membras |
|                | |
|                | Menidia |
|                | |
|                | Odontesthes |
|                | |
|                | Poblana |
|                | |

|  | Atherinella  |
|  |              |
|  | Atherinops   |
|  |              |
|  | Atherinopsis |
|  |              |
|  | Basilichthys |
|  |              |
|  | Chirostoma   |
|  |              |
|  | Colpichthys  |
|  |              |
|  | Labidesthes  |
|  |              |
|  | Leuresthes   |
|  |              |
|  | Melanorhinus |
|  |              |
|  | Membras      |
|  |              |
|  | Menidia      |
|  |              |
|  | Odontesthes  |
|  |              |
|  | Poblana      |
|  |              |